# Tyler Hill
Tyler Hill är en ort i grevskapet Kent i sydöstra England. Orten ligger i distriktet Canterbury och civil parishen Hackington, cirka 3 kilometer norr om Canterbury. Tätorten (built-up area) hade 590 invånare vid folkräkningen år 2021.